# Glorification
Glorification – minialbum szwedzkiego zespołu black metalowego Marduk. Wydawnictwo ukazało się 1 września 1996 roku nakładem wytwórni muzycznej Osmose Productions. Nagrania zostały zarejestrowane w należącym do Petera Tägtgrena Abyss Studio w Szwecji w Maju 1996 roku.

## Lista utworów
Opracowane na podstawie materiału źródłowego.
Strona A
1. "Glorification of the Black God (Remixed version)" - 4:50
2. "Total Desaster" - 3:50 (Cover Destruction)
3. "Sex With Satan" - 4:13 (Cover Piledriver)

Strona B
1. "Sodomize the Dead" - 2:07 (Cover Piledriver)
2. "The Return of Darkness & Evil" - 3:21 (Cover Bathory)
3. "Hellchild - 2:57 (Cover Venom)

## Twórcy
Opracowane na podstawie materiału źródłowego.

- Legion – śpiew
- Morgan Håkansson – gitara elektryczna
- B. War – gitara basowa
- Fredrik Andersson – perkusja
- Stephen Kasner - okładka
- Peter Tägtgren – miksowanie